# دوربین تمام‌نما

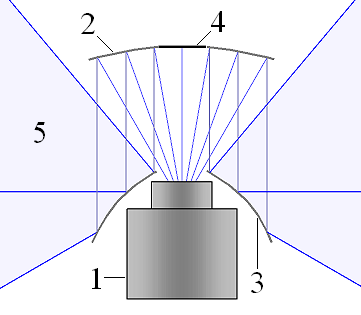
شماتیک از یک دوربین همه‌کاره با دو آینه: دوربین، آینه بالا، آینه پایین، «نقطه سیاه»، میدان دید (آبی روشن)

دوربین تمام نما (به انگلیسی: Omnidirectional camera) دوربینی است که در یک لحظه تصویر محیط ۳۶۰ درجه اطراف خود را ثبت می‌کند و قادر است بدون هیچ سیستم مکانیکی و چرخش همواره تمام محیط اطراف خود را زیر نظر بگیرد.
این نوع دوربین در عکسبرداری‌های سراسر نما و نیز در سیستم بینایی ربات‌ها کاربرد دارد.